# Made in Cardiff (TV)
Made in Cardiff ist ein lokaler Fernsehsender in Cardiff und sendet ein Programm für die Hauptstadt und die angrenzenden Städte. Der private Sender wird von Made Television Ltd. betrieben, welches acht lokale Fernsehsender in anderen Städten betreibt. Die Studios des Senders befinden sich im Elgin House in der St Mary’s Street in Cardiff City.

## Programm
Der Sender sendet 38 Stunden in der Woche ein Liveprogramm aus, welches sich mit Themen in Cardiff und um Cardiff herum befassen. The Crunch Cardiff ist eine zweistündige Sendung die täglich Live gesendet wird zwischen 18:00 und 20:00 Uhr.
Der Sender sendet daneben auch ein Programm bei besonderen Anlässen wie  Sportevents und anderen Veranstaltungen aus. In der restlichen Sendezeit werden Dokumentationen gesendet wie u. a. Streets of Cardiff, British Travel Awards, It's Peaked unplugged.